# Heather Carolin
Heather Carolin, née le 15 août 1982 à Harbor City en Californie, est un mannequin de charme et une actrice pornographique américaine.

## Biographie
Heather Marie Carolin, née à Harbor City, élevée à Yosemite et installée aujourd'hui à Los Angeles, est une authentique Californienne qui doit sans doute ses yeux bleus et ses taches de rousseur à ses ascendances irlando-écossaises. Élève brillante, elle obtient son GED à quinze ans seulement.
Elle entame une carrière de modèle et, toujours précoce, postule dès sa majorité pour apparaître dans Playboy. Elle est choisie pour être la playmate du mois en avril 2002 alors qu'elle n'a encore que dix-neuf ans. On la retrouve par la suite dans les vidéos et dans d'autres numéros du célèbre magazine de charme. Elle pose aussi, entre autres, pour Suze Randall (Suze.net) et J. Stephen Hicks (Digital Desire). Grande amatrice de rock, on peut l'apercevoir dans quelques clips musicaux.
Depuis 2007, Heather Carolin a son propre site sur internet pour lequel elle évolue vers un érotisme sensiblement plus explicite. À partir de 2008, elle tourne dans des films pornographiques, notamment pour Michael Ninn. Ses participations se limitent cependant toujours à des scènes de masturbation et à des scènes lesbiennes.

## Photographie
Apparitions dans Playboy
- Playboy, avril 2002, Playmate Of The Month
- Playboy's Blondes, Brunettes and Redheads, Juin 2003
- Playboy's Hot Shots, 2004
- Playboy's Lingerie, Juillet-Août 2003
- Playboy's Lingerie, JanvierFévrier 2004
- Playboy's Nude Playmates, Avril 2003
- Playboy's Playmate Review, 2003
- Playboy's Playmates in Bed, 2003
- Playboy's Playmates in Bed', Décembre 2004
- Playboy's Sexy 100, 2004

## Filmographie
| Films pornographiques - 2008 : Nymphetamine de Michael Ninn : (scène avec Charlie Laine) - 2008 : A Woman's Orgasm 2 d'Eddie Powell et Tyler Scott : (solo) - 2009 : The Kissing Game 2 : (scène avec Kitty) - 2009 : Lia's First Time de B. Skow : (scène avec Chloe J) - 2009 : Nymphetamine Solamente de Michael Ninn : (solo) - 2009 : Lesbian Adventures: Lingerie Dreams de Sydni Ellis (alias Nica Noelle) : (scène avec Diane Deluna) - 2009 : My Cumming Out : (scène avec Jayme Langford) - 2009 : We Live Together.com 9 (scène avec Molly Cavalli) - 2010 : Delicate Beauty d'Oren Cohen : (scène avec Charley Chase) - 2010 : Party Nymph d'Oren Cohen : (scène avec Capri Anderson et Jayme Langford) - 2011 : Ginger Pussy Party (compilation) - 2011 : Lesbian Spotlight: Charley Chase d'Oren Cohen - 2013 : Girls Just Want to Have Fun - 2014 : Lick Me Please 2 - 2016 : She Wants Pussy 3 | Vidéos érotiques - 2002 : Playboy: Playmates in Bed - 2002 : Playboy: Barefoot Beauties - 2002 : Playboy Video Playmate Calendar 2003 - 2004 : Strip Poker Invitational - 2004 : Playboy: No Boys Allowed, 100% Girls 2 - 2004 : Playboy: 50 Years of Playmates - 2005 : Rachel's Angels de Rachel Elizabeth : |